# Айкино (Коми)
А́йкино (Айкатыла) — село в Республике Коми, административный центр Усть-Вымского района и сельского поселения Айкино.

## География
Село расположено на правом берегу реки Вычегда, возле устья реки Шежамка.

## История
Деревня возникла в начале XVI века.
Во время переписей 1646 и 1678 года называлось деревней '«'Айкинская'»'.
Древнейшей частью села является бывшая деревня Шежам. Само Айкино возникло в 1608—1628 годах. Впервые деревня Айкинская упомянута в переписной книге 1646 года, 2 двора, в которых жили Василий Власович и Степан Фёдорович Исаковы. По легенде, основатели Айкино жили ранее в деревне Кырс. В первой половине XIX века деревня была центром Айкинской волости Яренского уезда.
В 1929 году деревня вошла в состав Усть-Вымского района. В 1943 году райцентр из села Усть-Вымь был перенесён в село Айкино.
Отдельно нужно сказать и об «исторической памяти» данной территории — о лагерном прошлом, которое нельзя проигнорировать. Местный историк, уроженец с. Айкино, вспоминает так: «В 1937 г. приехал Ульрих, он был председателем военной коллегии. Он был на пятом месте после Берии. Его избрали депутатом (Совета Национальностей Верховного Совета СССР 1-го созыва) от Коми АССР. Вот и началось. В Нижнем Шежаме у церкви лагерь на 150 посадочных мест сделали, у хлебозавода — на 250, у Вомына — на 50 мест (женский лагерь был). 3 тысячи человек прошли, а то и больше. Что там у них — мы все знали. Родители, конечно, боялись говорить, кто там. Отвечали: „Там — сливки“. Там, оказывается, были инженеры и техники, два профессора были, даже в частных домах они жили. Но страшно было. В 1942 г. болели тифом. Так они хоронили по десять человек в день, вывозили на санях по пять человек. Увозили не на кладбище, а закапывали там, где сейчас бетонный завод стоит. Летом привозили на баржах и пешим ходом утром до Микуни. Родители нас отправляли, чтоб мы им еды передали. Разные были… Поляки, немцы, китайцы. Война закончилась, и многие немцы остались». Местные действительно старались помогать продуктами. Также из числа местных набирали персонал для работы в лазарете или на кухне: «Мне одна бабулька рассказывала, старая-старая, что она работала в лазарете в Айкинском лагере. Так, говорит, столько младенцев похоронила. Всю жизнь об этом молчала, никогда не говорила».

### Железнодорожная ветка Шежам — Айкино
В 1939 году при строительстве Северо-Печорской железной дороги от станции Шежам была построена ветка до станции Айкино, откуда было организовано сквозное рабочее движение до Ухты через станцию Микунь. В настоящее время ветка разобрана.

## Население
| 1873  | 1926  | 1959  | 1970  | 1979  | 1989  | 2002  |
| ----- | ----- | ----- | ----- | ----- | ----- | ----- |
| 316   | ↗537  | ↗2655 | ↗3736 | ↗3855 | ↗3895 | ↘3532 |
| 2010  | 2021  |       |       |       |       |       |
| ↘3367 | ↘3192 |       |       |       |       |       |

## Достопримечательности
- Айкинский центральный музей Усть-Вымского районного музейного объединения
- Городище Карыбйыв XI—XII веков
- Озеро Евты
- Заказник «Виола»
- Памятник природы «Анна»